# Comté de Lyon (Kentucky)
Pour les articles homonymes, voir Lyon (homonymie) et Comté de Lyon.
Le comté de Lyon est un comté situé dans l'État du Kentucky aux États-Unis. Son siège est Eddyville.
Selon le recensement de 2010, sa population était de 8 314 habitants.
Il doit son nom à Chittenden Lyon qui fut membre de la Chambre des représentants des États-Unis entre 1822 et 1824.